# Ozirhincus
Ozirhincus is een muggengeslacht uit de familie van de galmuggen (Cecidomyiidae).

## Soorten
- O. anthemidis (Rübsaamen, 1916)
- O. longicollis Rondani, 1840
- O. millefolii (Wachtl, 1884)
- O. tanaceti

Boerenwormzaadgalmug (Kieffer, 1889)